# Roman Bednář
Roman Bednář (Praga, 26 marzo 1983) è un ex calciatore ceco, di ruolo attaccante.

## Carriera

### Club

#### Esordi e Mlada Boleslav
Nato a Praga comincia subito a giocare nelle giovanili del ČAFC Praga. Approda al Bohemians Praga a 16 anni e vi rimane fino ai 19, senza riuscire a giocare in prima squadra. Decide di passare al Mlada Boleslav formazione di seconda divisione ceca. La stagione 2003-04 è la migliore, infatti vede Bednar come capocannoniere del Mlada Boleslav con 10 reti; inoltre la squadra risale in Gambrinus Liga grazie alla vittoria del campionato.
Nella stagione 2004-2005 Bednar viene a conoscenza che gli scout dei club inglesi lo stanno osservando grazie alle sue reti in campionato che permettono di consolidare la squadra in una buona posizione in classifica. In questo periodo si fa notare per le sue caratteristiche tecniche quali soprattutto forza fisica, abilità aerea, consapevolezza di posizione e abilità nel creare occasioni per i compagni, fanno di lui una delle principali minacce per le difese avversarie.
Dopo aver realizzato 23 reti in 70 incontri giocando due stagioni e mezza passa al FBK Kaunas, squadra lituana.

#### Il KFB Kaunas e l'approdo all'Hearts
Con i lituani del Kaunas vince una Coppa di Lituania. Il 27 luglio 2005 viene girato in prestito e va in Scozia all'Hearts dove gioca da titolare realizzando 10 goal in 27 partite di SPL. Esordisce negli Hearts contro il Kilmarnock. Bednar realizza l'unica rete nella vittoria contro i Rangers al Tynecastle 1-0. Tuttavia è proprio contro i Rangers che subisce un grave infortunio che lo tiene lontano dai terreni di gioco, escludendolo per la maggior parte del torneo. Ritorna il 26 novembre nella sfida contro il Motherwell 1-1. Finisce la stagione giungendo al secondo posto in campionato e ottenendo la vittoria nella Coppa di Scozia. Nella stagione seguente l'Hearts lo acquista definitivamente e con lui i maroons alzano la settima Coppa di Scozia nella propria storia.
Nella stagione seguente si presenta con una buona condizione di forma, andando a segno più volte, realizzando anche una doppietta contro il Celtic 2-1.

#### WBA e i prestiti

##### West Bromwich Albion
Il 26 agosto 2007 viene ceduto di nuovo in prestito, questa volta al West Bromwich. Il 15 ottobre 2007 sigla la prima rete con la maglia WBA nella sfida tra le riserve dell'Albion e quelle del Lincoln City, partita che finirà sul 4-1. Il 24 ottobre 2007 realizza una tripletta contro l'Oldham Athletic 6-1.
Esordisce in prima squadra il 3 novembre 2007 contro il Watford, incontro vinto 3-0.
Nel gennaio del 2008 Bednar realizza il rigore vincente che consente al West Bromwich di battere il Charlton Athletic nel terzo turno, in un incontro di FA Cup.
A gennaio ottiene il premio come calciatore del mese delle Midlands.
Nella stagione 2007-2008 segna 15 reti in 23 incontri di campionato e l'anno seguente viene definitivamente acquistato dalla società inglese. Il calciatore ceco firma un contratto di 3 anni e viene acquistato per 2,3 milioni di sterline, più 200 000 sterline in aggiunta per il prestito.
Nell'estate 2008 subisce un'operazione d'ernia.
Nel maggio 2009 Bednar viene sospeso dal WBA, perché accusato di aver acquistato droga. A giugno fu avvertito dalla Polizia, per il possesso di piccole quantità di stupefacenti. La Football Associations concede al ceco di proseguire a giocare, in seguito alla sua sospensione. Torna a giocare il 26 agosto 2009 contro il Rotherham, in Carling Cup. Tre giorni dopo segna due reti contro lo Sheffield United 2-2.
Il 17 ottobre subisce un infortunio alla schiena nei primi minuti della sfida contro il Reading. Torna ad allenarsi dopo poco più di una settimana.

##### I prestiti al Leicester City e in Turchia
Dopo aver realizzato complessivamente 30 reti in 80 incontri di campionato con il WBA, il 24 novembre 2010 firma un contratto con il Leicester, squadra in cui rimane fino a gennaio 2011 giocando 5 partite senza andare in rete.
Esordisce con la nuova casacca il 29 novembre contro il Nottingham Forest, partita vinta 1-0 dal Leicester.
Nel mercato di riparazione l'Albion accetta un'offerta da 1,2 milioni di sterline offerte dal Bristol City, tuttavia Bednar respinge l'offerta.
A gennaio del 2011 viene girato nuovamente in prestito ai turchi dell'Ankaragücü. L'accordo prevede il pagamento di 1,5 milioni di sterline e il definitivo acquisto da parte della squadra di Ankara.

### Nazionale
Dopo aver giocato con Under-20 entra nell'Under-21 esordendo il 3 settembre 2005 in Romania-Repubblica Ceca 0-0. Il 16 agosto 2006 esordisce con la nazionale maggiore nella sfida contro la Serbia persa 3-1.

## Statistiche

### Cronologia presenze e reti in nazionale
| Cronologia completa delle presenze e delle reti in nazionale ― Rep. Ceca | Cronologia completa delle presenze e delle reti in nazionale ― Rep. Ceca | Cronologia completa delle presenze e delle reti in nazionale ― Rep. Ceca | Cronologia completa delle presenze e delle reti in nazionale ― Rep. Ceca | Cronologia completa delle presenze e delle reti in nazionale ― Rep. Ceca | Cronologia completa delle presenze e delle reti in nazionale ― Rep. Ceca | Cronologia completa delle presenze e delle reti in nazionale ― Rep. Ceca | Cronologia completa delle presenze e delle reti in nazionale ― Rep. Ceca |
| Data                                                                     | Città                                                                    | In casa                                                                  | Risultato                                                                | Ospiti                                                                   | Competizione                                                             | Reti                                                                     | Note                                                                     |
| ------------------------------------------------------------------------ | ------------------------------------------------------------------------ | ------------------------------------------------------------------------ | ------------------------------------------------------------------------ | ------------------------------------------------------------------------ | ------------------------------------------------------------------------ | ------------------------------------------------------------------------ | ------------------------------------------------------------------------ |
| 16-8-2006                                                                | Uherské Hradiště                                                         | Rep. Ceca                                                                | 1 – 3                                                                    | Serbia                                                                   | Amichevole                                                               | -                                                                        | 70’ 88’                                                                  |
| 19-11-2008                                                               | Serravalle                                                               | San Marino                                                               | 0 – 3                                                                    | Rep. Ceca                                                                | Qual. Mondiali 2010                                                      | -                                                                        | 81’                                                                      |
| 11-2-2009                                                                | Casablanca                                                               | Marocco                                                                  | 0 – 0                                                                    | Rep. Ceca                                                                | Amichevole                                                               | -                                                                        | 46’                                                                      |
| 11-8-2010                                                                | Liberec                                                                  | Rep. Ceca                                                                | 4 – 1                                                                    | Lettonia                                                                 | Amichevole                                                               | 1                                                                        | 61’                                                                      |
| 7-9-2010                                                                 | Olomouc                                                                  | Rep. Ceca                                                                | 0 – 1                                                                    | Lituania                                                                 | Qual. Euro 2012                                                          | -                                                                        | 84’                                                                      |
| 8-10-2010                                                                | Praga                                                                    | Rep. Ceca                                                                | 2 – 0                                                                    | Scozia                                                                   | Qual. Euro 2012                                                          | -                                                                        | 59’                                                                      |
| 12-10-2010                                                               | Vaduz                                                                    | Liechtenstein                                                            | 0 – 2                                                                    | Rep. Ceca                                                                | Qual. Euro 2012                                                          | -                                                                        | 64’                                                                      |
| 17-11-2010                                                               | Aarhus                                                                   | Danimarca                                                                | 0 – 0                                                                    | Rep. Ceca                                                                | Amichevole                                                               | -                                                                        | 65’                                                                      |
| Totale                                                                   |                                                                          | Presenze                                                                 | 8                                                                        |                                                                          | Reti                                                                     | 1                                                                        |                                                                          |

## Palmarès
- Coppa di Lituania: 1

FBK Kaunas: 2005
- Coppa di Scozia: 1

Hearts: 2005-2006
- Football League Championship: 1

West Bromwich: 2007-2008